# Ампасс
Ампасс (нім. Ampass) — громада округу Інсбрук-Ланд у землі Тіроль, Австрія.
Ампасс лежить на висоті  651 м над рівнем моря і займає площу  7,9 км². Громада налічує 1674 мешканців. 
Густота населення 212/км².  
Громада Ампрасс розташована в гірській місцевості на південний захід від Інсбрука. Північна межа громади проходить уздовж річки Інн.
|                                 |
| Ампасс на мапі округу та землі. |

 Адреса управління громади: Römerstraße 21 A, 6070 Ampass. 

## Демографія
Історична динаміка населення міста за даними сайту Statistik Austria

## Виноски
1. ↑  Dauersiedlungsraum der Gemeinden Politischen Bezirke und Bundesländer - Gebietsstand 1.1.2018 — Статистичне управління Австрії.
2. ↑  www.ampass.tirol.gv.at. Архів оригіналу за 12 липня 2016. Процитовано 16 липня 2013.
3. ↑  Gemeindedaten von Ampass. Архів оригіналу за 13 серпня 2012. Процитовано 16 липня 2013.

| Австрія | Це незавершена стаття з географії Австрії. Ви можете допомогти проєкту, виправивши або дописавши її. |